# Itó Tosio
Itó Tosio (Aicsi prefektúra, 1904. augusztus 5. – 1991. július 6.)  japán anatómus és orvos volt, aki a máj csillag alakú sejtjeinek (közismert nevén Ito-sejtek) felfedezéséről ismert. Kutatásai jelentős betekintést nyújtottak a máj mikroanatómiájába és a máj véráramlás szabályozásában betöltött szerepébe.

## A kezdetek
Itó Tosio 1904-ben született a japán Aicsben, egy orvos harmadik fiaként. Orvosi tanulmányait a Keio Egyetemen folytatta, ahol anatómia szakon végzett posztgraduális munkát. A Keio Egyetemen töltött ideje alatt találkozott D. H. Tannerrttel, a Bryn Mawr College biológusával, aki a Rockefeller Alapítvány támogatásával cserekutatóként dolgozott. Ez a találkozás keltette fel Itó érdeklődését a citológia iránt, ami végül a máj csillagalakú sejtjeivel kapcsolatos úttörő kutatásaihoz vezetett.

## Tudományos karrier
Itó 1941 és 1947 között a Tokiói Női Orvosi Egyetem, majd 1954 és 1970 között a Gunma Egyetem orvosi karának anatómiaprofesszora volt. Kutatásai és tanításai orvostanhallgatók és kutatók generációira voltak hatással a májfiziológia területén.

## Kutatás
1950-ben Itó felfedezte a Disse-térben elhelyezkedő csillag alakú, zsírraktározó sejteket. Eredményeit először 1951-ben publikálta az Acta Anatomica Nipponica című folyóiratban. Későbbi kutatások megerősítették, hogy ezek a sejtek A-vitamint is tárolnak, és aktiválódásukkor részt vesznek a májzsugorban.
Itó felfedezése a máj mikrocirkulációjának, a májzsugornak és az anyagcsere szabályozásának jobb megértéséhez vezetett.

## Fordítás
Ez a szócikk részben vagy egészben  a   Toshio Ito című angol Wikipédia-szócikk ezen változatának fordításán alapul.  Az eredeti cikk szerkesztőit annak laptörténete sorolja fel. Ez a jelzés csupán a megfogalmazás eredetét és a szerzői jogokat jelzi, nem szolgál a cikkben szereplő információk forrásmegjelöléseként.